# José Guadalupe Posada

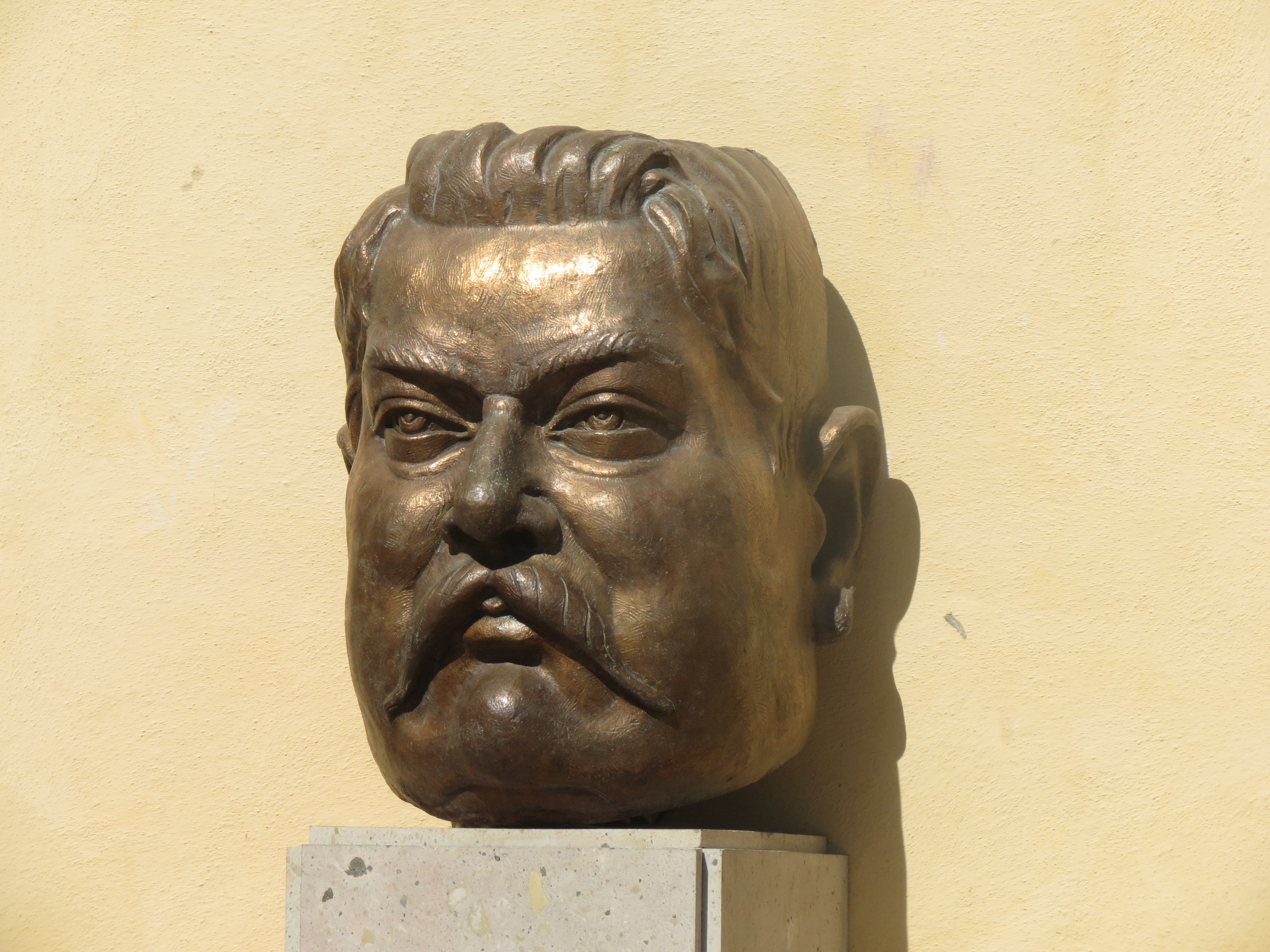
Estatua del Museo José Guadalupe Posada en Aguascalientes, Ags.

José Guadalupe Posada Aguilar (Aguascalientes, 2 de febrero de 1852-Ciudad de México, 20 de enero de 1913) fue un grabador, ilustrador y caricaturista mexicano. Célebre por sus dibujos de escenas costumbristas, folclóricas, de crítica sociopolítica y por sus ilustraciones de «calacas» o calaveras, entre ellas La Catrina.

## Biografía
José Guadalupe Posada Aguilar nació el 2 de febrero de 1852 en la ciudad de Aguascalientes. Poseía un talento natural para el grabado, después de aprender a leer y escribir con su hermano José Cirilo Posada, y superar una empecinada oposición familiar, ingresó a la Academia Municipal de Dibujo de Aguascalientes. Posteriormente, en 1868, entró como aprendiz en el taller litográfico de Trinidad Pedroza. Algunas de sus primeras caricaturas de crítica política fueron publicados en El Jicote, periódico de oposición al gobierno de Jesús Gómez Portugal. Comenzó su carrera haciendo dibujos, copiando imágenes religiosas y como ayudante de un taller de cerámica.
En 1872, Posada y Pedroza deciden instalarse en León, Guanajuato, donde ambos se dedicaron a la litografía comercial. En la ciudad de León, Posada abrió su propio taller y posteriormente trabajó como profesor de litografía en la Escuela de Instrucción Secundaria, asimismo, realizó litografías y grabados en madera que ilustraban cajetillas de cerillos, documentos y libros. En esa misma ciudad contrajo matrimonio con María de Jesús Vela en 1875. Al año siguiente le compró la imprenta a Trinidad Pedroza. De 1875 a 1888 continuó colaborando para varios periódicos de León, entre ellos La Gacetilla, El Pueblo Caótico y La Educación.

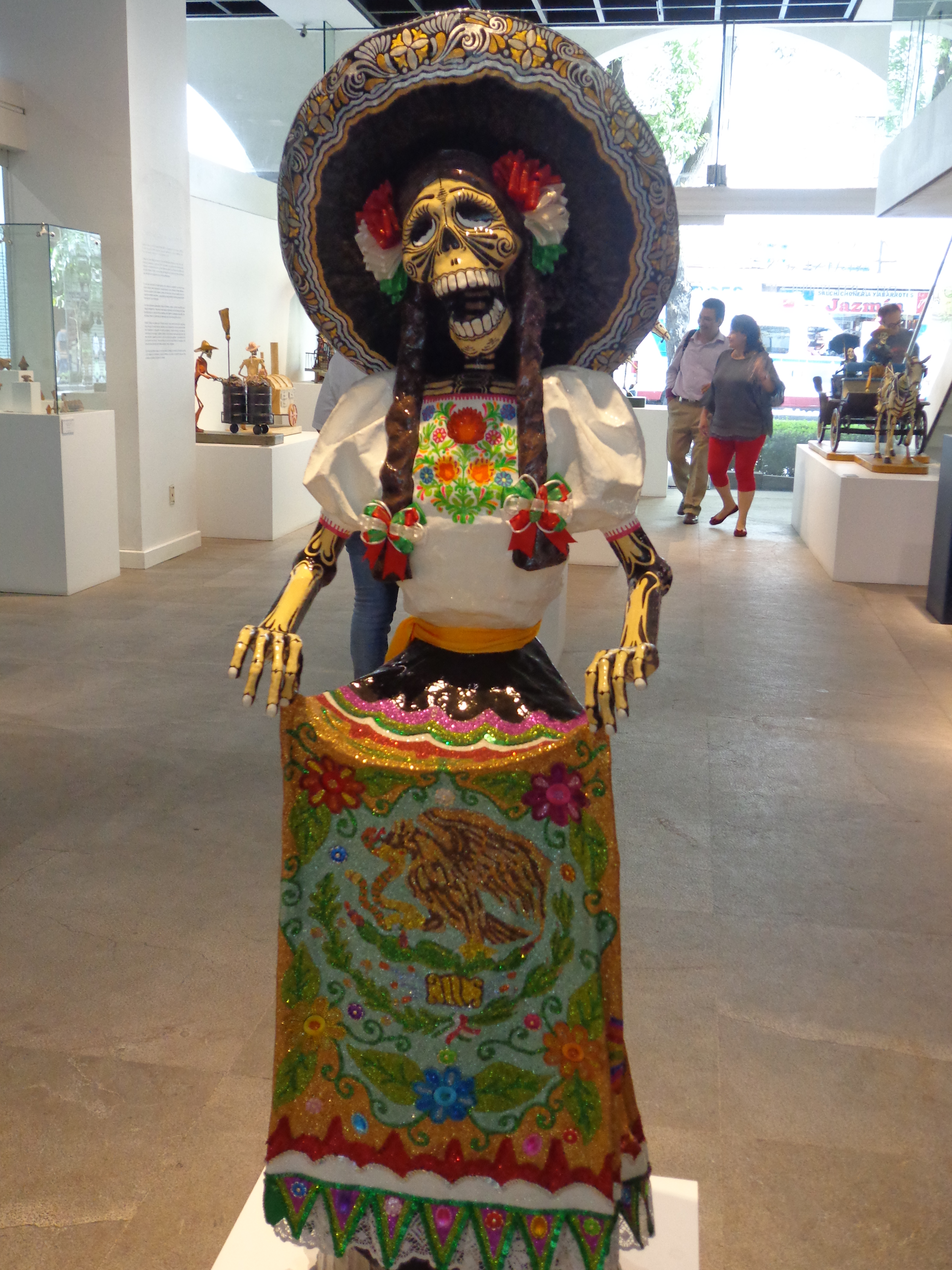
Catrina vestida de China Poblana en homenaje a Posada. Museo de Arte Popular.

A finales de 1888 se trasladó a la Ciudad de México, en donde aprendió el oficio de técnicas de grabado en plomo y zinc. Colaboró para el periódico La Patria Ilustrada y la Revista de México hasta los primeros meses de 1888.
Comenzó a realizar trabajos con Antonio Vanegas Arroyo, se ha afirmado que trabajaba como su empleado, pero ello no es real, se muestra en la misma fotografía que se conoce a la entrada de su taller, donde se anuncian sus actividades. Las noticias de su vida son más bien personales y aisladas: En enero de 1900, tres periódicos, El Chisme, El Diario del Hogar y El Popular, le dan el pésame por la muerte de su hijo Juan Sabino. En 1908 se anuncia que gana cien pesos en la Lotería.
Fueron muchos y muy variados los talleres, imprentas y periódicos en los que trabajó Posada: La Juventud Literaria, de la Revista de México, La Patria Ilustrada y El padre Cobos. Más adelante se integró al grupo de periódicos de Francisco Montes de Oca: El Gil Blas, El Popular, Argos, El Chisme. Posada emprendió un trabajo que le valió la aceptación y admiración popular, por su sentido del humor, propensión a lo dramático y calidad plástica. En su obra, amplia y variada, Posada retrató las creencias y formas de vida cotidiana de los grupos populares, criticando los abusos del gobierno y la explotación del pueblo. Además, ilustró las famosas «calaveras», versos alusivos a la muerte que junto con sus demás ilustraciones, se distribuían en periódicos y hojas sueltas. En 1893 colaboró de manera irregular para el periódico Gil Blas el cual estaba dirigido a la clase pobre del pueblo y de tintes antiporfiristas. Pese a su obra variada y popular el grabador no fue tan reconocido como otros artistas contemporáneos. No fue sino hasta después de su muerte que comenzó la valoración de su estética como verdadero arte popular, y específicamente gracias al reconocimiento de Diego Rivera, quien le dio gran difusión a su obra. 
Vivió y murió prácticamente en el anonimato y solo fue reconocido muchos años después. Falleció de alcoholismo en el barrio de Tepito, en la Ciudad de México, pocos días antes del golpe de Estado militar del general Victoriano Huerta, más conocido como la Decena Trágica, a los 61 años de edad, el 20 de enero de 1913 y fue sepultado en una fosa sin identificar en el Panteón de Dolores.
Describió con originalidad el espíritu del pueblo mexicano desde los asuntos políticos, la vida cotidiana, su terror por el fin de siglo y por el fin del mundo, además de los desastres naturales, las creencias religiosas y la magia. Por su estilo y temática empleados, José Guadalupe Posada, es considerado un artista popular, proveniente del pueblo, que nutrió su obra del imaginario popular mexicano y a quien se dirigió como público.
Fue considerado por Diego Rivera como el prototipo del artista del pueblo y su defensor más aguerrido, incluso se autoproclamó como hijo de Posada y de la Catrina en su mural Sueño de una tarde de domingo en la Alameda. También es considerado precursor del movimiento nacionalista mexicano de artes plásticas, el muralismo. Célebre por sus dibujos y grabados sobre la muerte. Apasionado de dibujar caricatura política. Desarrolló nuevas técnicas de impresión. Trabajó y fundó periódicos importantes. Consolidó la fiesta del día de los muertos, por sus interpretaciones de la vida cotidiana y actitudes del mexicano por medio de calaveras actuando como gente común.

## Estilo
Las imágenes críticas de Posada eran evidencia de la desigualdad e injusticia social existente en la época porfiriana, cuestionaban su moralidad y su culto por la modernidad, sin embargo, este trabajo no era de fondo, ya que cuidaba su línea editorial.

## Ilustrador de periódicos
Durante su trabajo como ilustrador de periódicos, José Guadalupe se reveló pronto como un extraordinario dibujante, muchas veces contrario a las reglas de la pintura académica mexicana, vigente hasta los primeros años del siglo XX. Sin embargo, sus mejores habilidades estaban en el grabado y sobre todo, en una nueva técnica más burda y vigorosa: la litografía. Posada fue un excelente grabador en metal,
Realizó ilustraciones y caricatura política en varias imprentas y algunos periódicos. En su fructífera vida creadora fue perseguido y atacado, debido a que siempre enfatizó su temática haciendo crítica y denuncia de atrocidades e injusticias cometidas por los regímenes que gobernaban el país.
Posada es un artista presente en la vida cotidiana de la sociedad. En su obra rescata episodios históricos nacionales relevantes y describe la sociedad mexicana en tiempos de guerra. Su trabajo se propagó rápidamente a través de hojas volantes, multicolores, simples papeles capaces de ser arrastrados por el viento, pero presentes en la vida cotidiana.
En La Patria Ilustrada el litógrafo desarrolla una obra costumbrista, es decir, dirigida a la élite, pero que se inscribe dentro de la tradición de la gráfica liberal, nacionalista y progresista. En las ilustraciones que realizó para las imprentas de Vanegas Arroyo y Montes de Oca, conservó el enfoque liberal y costumbrista, pero hace una gráfica de carácter netamente cultural. En el Gil Blas Cómico, El Popular, Diablito Bromista y otras publicaciones, el artista realiza caricaturas que critican los abusos e incoherencias del régimen porfirista.

## Posada

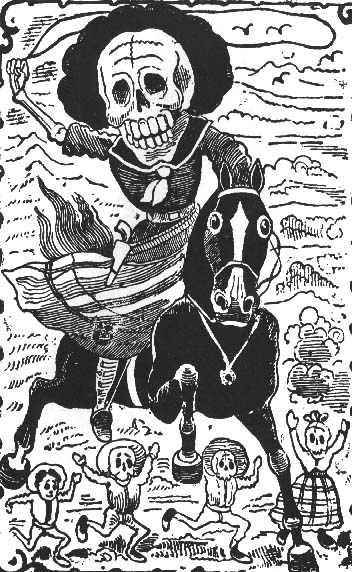
La Adelita

Desde el estallido de la Revolución mexicana de 1910 hasta su muerte en el año de 1913, el maestro Posada trabajó incansablemente en la prensa dirigida a los trabajadores. Sus primeros trabajos realizados en talleres e imprentas pequeñas, le brindaron la posibilidad de desarrollar su destreza artística como dibujante, grabador y litógrafo; por esos tiempos, realizó algunas ilustraciones satíricas que aparecieron en la revista El Jicote. Fue crítico del gobierno de Francisco I. Madero y de las campañas realizadas por Emiliano Zapata.
Ilustró corridos, historias de crímenes y pasiones, de aparecidos y milagros. Retrató y caricaturizó a todo tipo de personajes: revolucionarios, políticos, fusilados, borrachos, peladitos, bandoleros, catrinas, damas elegantes, charros, toreros y obreros. Además ilustró las famosas "calaveras" (versos con alusión a la muerte que se ilustraban con esqueletos vivos personificados) género que Posada desarrolló de manera extraordinaria. Revistió al esqueleto en la calavera: esencia de los pesares y alegrías del pueblo.
Gran dibujante, trabajador incansable y un gran técnico del grabado, Posada murió tan pobre como había nacido, el 20 de enero de 1913 en Ciudad de México.

## Las calaveras
Las calaveras de Posada son en la mayoría de los casos asociadas con el Día de Muertos, ya que interpretó la vida y las actitudes sociales del pueblo mexicano, representados en sus grabados con calaveras vestidas de gala, calaveras en fiesta de barrios, en calles urbanas, en las casas de los ricos. Dibujó calaveras montadas a caballo, en bicicleta, con las que señalaba las lacras, la miseria y los errores políticos del país. Si es el caso original de La Catrina o La Calavera garbancera, retomada años después por Diego Rivera, el grabado representa una burla de los indígenas enriquecidos durante el Porfiriato que despreciaban sus orígenes y costumbres, copiando modas europeas.
En El laberinto de la Soledad Octavio Paz menciona: “La muerte es un espejo que refleja las vanas gesticulaciones de la vida (…) Una sociedad que niega la muerte, niega también la vida". Esta es una visión de la muerte compatible con los grabados de calaveras de Posada, pues en ellas se representa una perspectiva del mexicano que no temía a la muerte sino a la angustia de la vida, porque en ella el hombre es presa fácil de acechanzas y sufrimientos.
Las calaveras fueron una fusión de visiones precolombinas, coloniales y populares, que más que plasmar un sentimiento solemne y dramático, eran una ilustración jocosa, divertida y llena de vitalidad. La diferencia de la representación de la muerte en los grabados de Posada, es que parece gozar la cotidianidad sin asustar a nadie, lo cual trasciende el primero y dos de noviembre. Sus calaveras forman parte de una expresión del arte popular, son una creación en la que se pierde el nombre del autor y de la época, quedando plasmadas en la historia.

## Influencia
La influencia inicial se dio de Manuel Manilla (aproximadamente 1830-1895) un grabador Mexicano quien fue el primer caricaturista de estas imágenes, seguidamente Posada eclipsó su estilo, con esto no cabe duda de que las obras de Manilla y Posada influyeron en artistas posteriores como José Clemente Orozco, Diego Rivera, Francisco Díaz de León y Leopoldo Méndez, entre otros.[cita requerida]

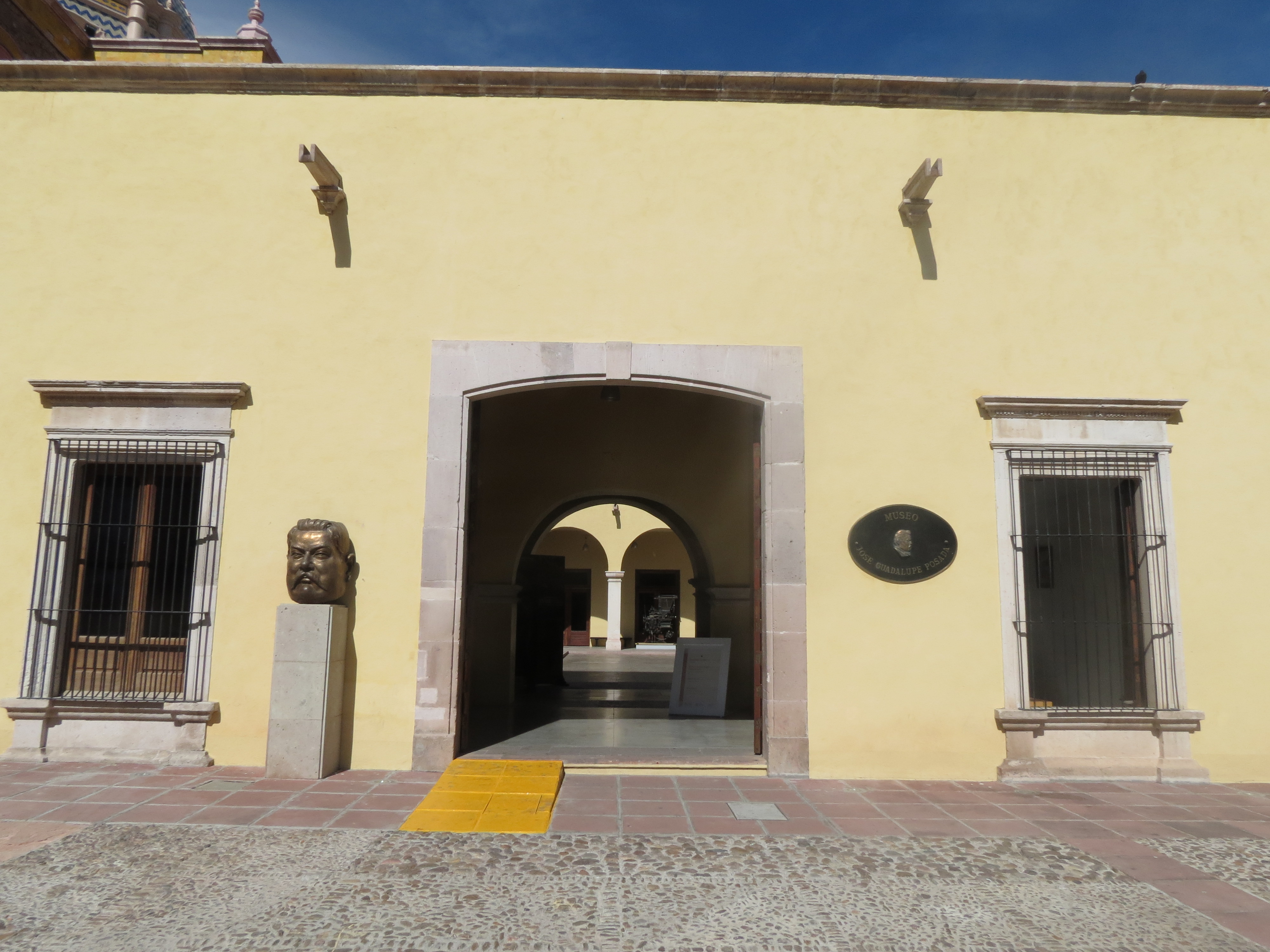
Entrada del Museo José Guadalupe Posada en Aguascalientes, Ags.

Sus obras las conservan, entre otras instituciones, el Instituto Nacional de Bellas Artes, el Museo José Guadalupe Posada en Aguascalientes y en el Museo de Artes Gráficas en Saltillo, Coahuila, además de colecciones particulares. También existe una colección digital de más de 500 obras en el Instituto Iberoamericano de Berlín.
Posada tenía una producción muy amplia de dibujos, carteles y grabados que se distribuían en todas las regiones de la república, sumando cuando menos cinco millones de ejemplares.
La recuperación de la iconografía de Posada no se agotó junto con la generación de artistas posrevolucionarios, más bien se transformó en una fuente de inspiración constante para las siguientes generaciones, multiplicándose y diversificándose según las particulares formas de interpretar los mensajes transmitidos por su trabajo.
La vigencia de la obra de José Guadalupe Posada se identifica con claridad en una serie de creaciones logradas en las décadas recientes, a partir de diversos medios y técnicas. Posada más allá de su muerte, y de sus muertos, vive y es una importante presencia y expresión cultural del arte mexicano.